# Ghanister ertli
Ghanister ertli är en skalbaggsart som först beskrevs av Heinrich Bickhardt 1910.  Ghanister ertli ingår i släktet Ghanister och familjen stumpbaggar. Inga underarter finns listade i Catalogue of Life.